# Venturia arenicola
Venturia arenicola är en stekelart som beskrevs av Horstmann 1973. Venturia arenicola ingår i släktet Venturia och familjen brokparasitsteklar. Inga underarter finns listade i Catalogue of Life.